# Emanuel Terry
Emanuel Terry, né le 21 août 1996 à Birmingham dans l'Alabama, est un joueur américain de basket-ball évoluant aux postes d'ailier fort et pivot. Il mesure 2,03 m.

## Biographie
Le 27 janvier 2019, il signe un contrat de 10 jours avec les Suns de Phoenix.
Le 20 février 2019, il signe un contrat de 10 jours avec le Heat de Miami.
Le 4 mars 2019, il n'est pas conservé à l'issue de son contrat.
Le 30 juillet 2019, il signe avec le Bandırma Banvit.
En septembre 2020, Terry s'engage pour une saison avec l'Étoile rouge de Belgrade. Fin décembre, son contrat est rompu et en janvier, Terry s'engage avec les Clippers d'Agua Caliente en G-League.
Fin décembre 2021, il est de retour aux Suns de Phoenix pour un contrat court.
Le 9 avril 2022, il signe à l'Orléans Loiret Basket comme pigiste médical.